# Walenty Żórawski
Walenty Żórawski – murator, w 1607 roku przyjął prawo miejskie Starej Warszawy.